# Bonino da Campione
Bonino da Campione, né à Campione, est un sculpteur et un architecte lombard, maître de la sculpture gothique, actif entre 1350 et 1390.

## Biographie
On lui doit le mausolée des Visconti, surmonté de la statue équestre du duc Barnabé sur son cheval préféré (Milan).

## Œuvres
- Monument funéraire de Barnabé Visconti et de son épouse Béatrice della Scala (1363) au Château des Sforza à Milan.
- Monument funéraire de Cansignorio della Scala (1374) condottiere de Vérone, à l'église de Santa Maria Antica, Vérone.